# Gone Home
Gone Home è un videogioco interattivo in prima persona realizzato e pubblicato dalla Fullbright Company nel 2013. Nel 2016 una nuova edizione per PlayStation 4 e Xbox One, denominata Console Edition, è stata rilasciata da Majesco Entertainment, mentre nel 2018 Annapurna Interactive ha sviluppato un porting per Nintendo Switch e iOS.
La trama ha luogo nel giugno del 1995, quando una ragazza torna a casa dalla famiglia dopo un lungo viaggio senza però trovare nessuno. La storia è quindi basata sull'esplorazione, in uno stile di gameplay detto walking simulator, della casa che fa da set al gioco.

## Trama
7 giugno 1995. Kaitlin Greenbriar torna a casa, una magione ad Arbor Hill a Portland, nell'Oregon, ereditata da suo padre dallo zio Oscar Masan. Sta piovendo a dirotto ed è notte inoltrata quando Kaitlin arriva all'abitazione, dove nota attaccato alla porta di casa un foglio da parte di sua sorella, Samantha, che le chiede di non cercar risposte su dove sia andata. Appena entrata in casa Kaitlin apprende che non c'è nessuno, nemmeno i suoi genitori, così inizia a esplorare l'abitazione alla ricerca di risposte. Dapprima trova le documentazioni sul recente trasloco che la famiglia aveva dovuto affrontare, poi scopre che Sam le ha lasciato un diario scritto dove si confidava come se stesse parlando con la sorella; in seguito troverà quindi le pagine del diario riguardanti i primi giorni al Goodfellow's College, la nuova amicizia con Lonnie Desoto e tutte le sue avventure passate con lei, i contrasti con il padre Terrence e la madre Janice e fino ad arrivare alla fuga, per amore, con Lonnie che nel frattempo era dovuta partire per un impegno militare. Il giocatore guida la protagonista lungo la sua investigazione, apprendendo insieme a lei segreti sui suoi familiari e avvenimenti che si sono susseguiti mentre Kaitlin era all'estero.

## Sviluppo

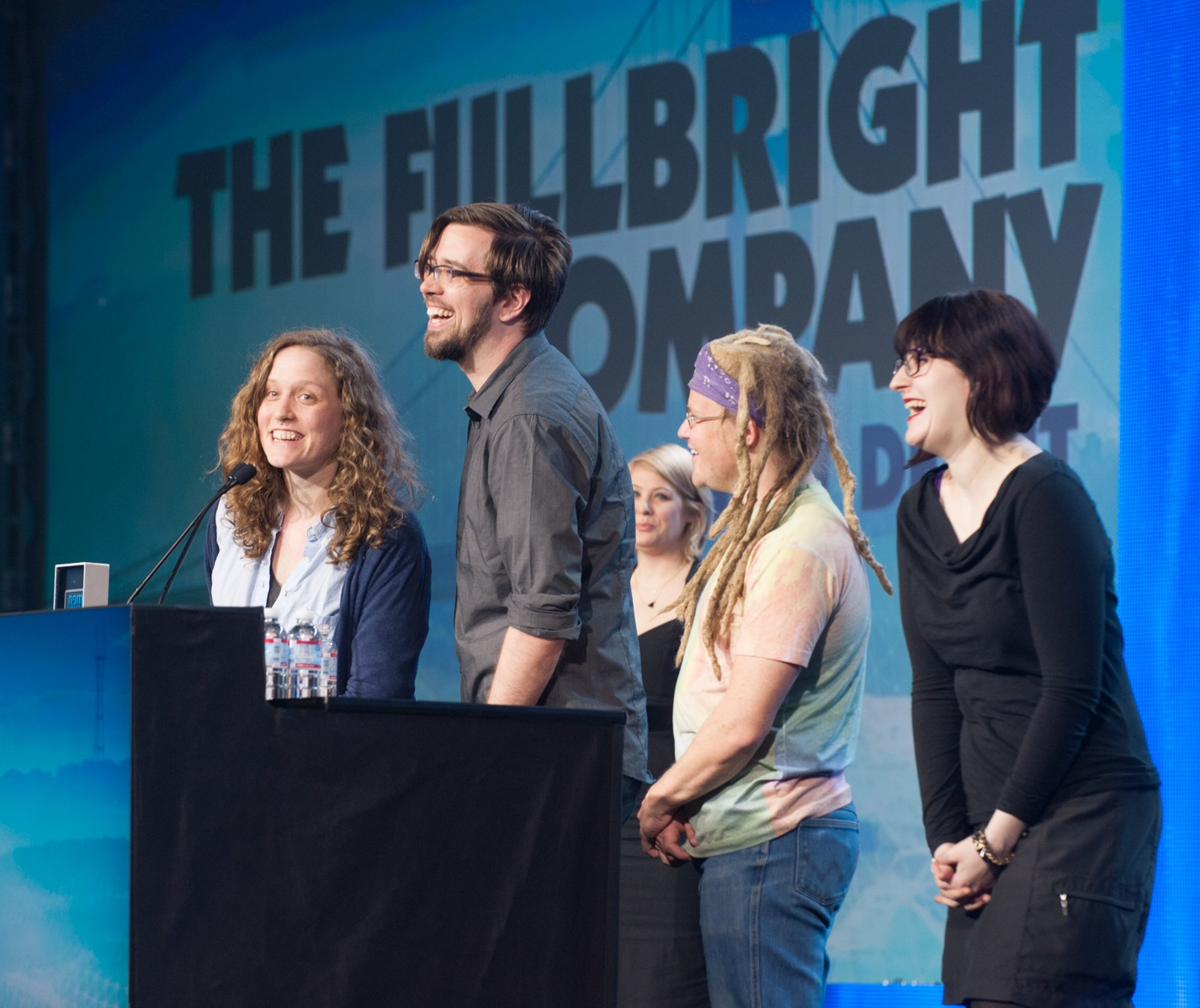
La Fullbright Company al Game Developers Choice Awards nel 2014. Da sinistra: Kate Craig, Steve Gaynor, Johnnemann Nordhagen e Karla Zimonja

La Fullbright Company è stata fondata a Portland da Steve Gaynor, Karla Zimonja e Johnnemann Nordhagen. I tre avevano già lavorato precedentemente per la 2K Games realizzando il DLC Minerva's Den di BioShock 2. I tre erano attrati dalla prospettiva di sviluppare un gioco di esplorazione influenzato da Minerva's Den, attraverso un piccolo team piuttosto che una grande azienda. Il che li portò ad abbandonare la 2K Games per formare la Fullbright Company. Per ridurre i costi il team è andato a vivere in un'unica casa dove hanno anche stabilito l'ufficio di lavoro nel seminterrato. Gaynor ha considerato la serie di BioShock una fase di pre-produzione di Gone Home, promettendo al pubblico che avrebbero completato il videogioco entro diciassette mesi. ll rapido sviluppo è stato aiutato dalla prima prototipazione del videogioco Amnesia: The Dark Descent con l'HPL Engine 2 (con cui Gaynor aveva avuto precedenti esperienze), prima di completare il gioco col motore grafico Unity 4.
Il concetto iniziale di Gone Home era che il giocatore esplorasse una casa intelligente che includeva un'intelligenza artificiale centrale capace di eseguire e completare le attività. Il giocatore sarebbe stato in grado di cambiare lo stato della casa attraverso le sue azioni; Gaynor ha paragonato questa idea al videogioco System Shock. Mentre sviluppavano questa idea, riconoscendo le dimensioni ridotte del loro team, hanno considerato cosa sarebbe cambiato se avessero reso la casa adatta per una famiglia normale senza altri personaggi visibilmente presenti, il che ha semplificato significativamente lo sviluppo in qualcosa di più gestibile. Ciò ha portato il focus del gioco a basarsi sul fatto che non c'era alcun personaggio a parte il giocatore che si muoveva dentro un unico ambiente. Questa decisione ha consentito loro di completare il gioco tramite la programmazione, la narrazione e le risorse artistiche 2D, insieme al lavoro remoto di Kate Craig per la modellazione 3D del gioco, e di eliminare la necessità di un modellatore dei personaggi o di animatori. La moglie di Craig, Emily Carroll, ha progettato alcuni elementi artistici e loghi per il videogioco.
Narrativamente, Gone Home è stato progettato intorno al concetto della famiglia; Gaynor ha affermato che nonostante ci fossero diversi simboli fantascientifici in BioShock 2: Minerva's Den, ha voluto portare la narrazione principale a concentrarsi riguardo ad un uomo, a sua moglie e al modo in cui il passato dell'uomo stava influenzando quella relazione. I creatori hanno identificato il giocatore come uno dei membri della famiglia capace di rimuovere qualsiasi tipo di moralità nell'esplorazione di una casa che non è di sua appartenenza. Inoltre, stabilirono che la famiglia si era trasferita solo di recente in una casa. Gaynor si era preoccupato che il giocatore avrebbe avuto difficoltà a identificare gli elementi chiave che sarebbero stati presenti tra tutti gli altri oggetti all'interno di una casa ben vissuta, tuttavia in seguito ha deciso di inserire più oggetti di importanza immediata, facilitando il giocatore a concentrarsi su questi. La Fullbright ha ambientato la trama di Gone Home nel 1995 poiché lo considerava l'anno più recente in cui la tecnologia non aveva reso la maggior parte delle comunicazioni di natura digitale e che quindi non dovevano tenere conto di come la comunicazione digitale avrebbe influenzato la loro narrazione, pur mantenendo elementi di gioco familiari ai giocatori. Un'altra fonte di ispirazione è stata l'esplorazione urbana, in particolare degli haikyo giapponesi, case a lungo abbandonate a causa dell'industrializzazione. Gaynor ha affermato che erano presenti dei misteri su alcuni residenti che le persone potevano cercare di risolvere esaminando lo stato degli haiko.
Gaynor ha dichiarato che BioShock 2: Minerva's Den era maggiormente focalizzato sullo storytelling ambientale piuttosto che sul gameplay guidato dall'azione, e stabilì l'approccio e gli elementi di design necessari di cui avevano bisogno per Gone Home. Altri elementi inseriti in Gone Home comprendono i piani da esplorare e la scoperta di elementi narrativi attraverso registri audio, entrambi a supporto degli elementi di esplorazione del gioco. Gaynor ha anche considerato l'approccio utilizzato dalla Looking Glass Studios per lo sviluppo di un simmulatore immersivo. Una sfida che Fullbright ha considerato è stata che non tutti i giocatori avrebbero necessariamente trovato ogni indizio narrativo per i vari elementi della trama, e quindi che era necessario per loro rendere la trama abbastanza flessibile da consentire al giocatore di comprendere le narrazioni senza necessariamente vedere ogni elemento che avevano trovato. Gaynor era consapevole che questo approccio in un gioco sarebbe stato considerato non convenzionale, quindi non hanno deciso di creare qualcosa di avanguardista, ma piuttosto una prova del concetto che tali giochi potrebbero essere coinvolgenti per attirare il giocatore nell'esplorazione completa e arrivare a capire la narrazione stessa.
Il gioco include musica di alcune band tra cui le Riot grrrl, Heavens to Betsy e Bratmobile. Fullbright era a conoscenza del fatto che l'etichetta Kill Rock Stars avesse sede proprio a Portland. Ciò ha portato loro ad assicurarsi i diritti sulla musica una volta che si fossero stabiliti ufficialmente sul luogo entro un periodo di tempo. Dopo aver mostrato il videogioco durante il Grrrl Front Fest, un festival musicale delle Riot grrrl di Portland, ha attirato l'attenzione di una band locale chiamata The Youngins, che ha continuato a fornire la musica per i Girlscout, la band immaginaria del videogioco. La colonna sonora originale del gioco è composta da Chris Remo, amico di Gaynor e co-conduttore del podcast Idle Thumbs, e presentava oltre 30 minuti di musica che accompagnano il gameplay di esplorazione del gioco principale, con musica unica anche segnata su ciascuno dei registri audio del gioco.
Una modalità commento degli sviluppatori è stata aggiunta come aggiornamento gratuito al gioco nell'ottobre 2013.

## Accoglienza
Gone Home è stato acclamato dalla critica fin dalla sua uscita. Su Metacritic il videogioco ha un punteggio di 86 su 100 basato su 55 recensioni della critica. Sul sito GameRankins invece mantiene un punteggio dell'87,63% basato su 32 opinioni della critica.
Il gioco è stato lodato soprattutto per la sua trama coinvolgente; Emily Morganti di Adventure Gamers ha scritto che Gone Home ha "una storia realistica e coinvolgente, narrata alla perfezione tramite indizi ambientali e una voce narrante" e che "spesso la gente legge i libri per vedere il mondo attraverso gli occhi dello scrittore, è raro che un videogame faccia altrettanto bene la stessa cosa." Matthew Braga del Financial Post ha aggiunto che: "questo è un videogioco che rimarrà per sempre un punto di riferimento quando si deve parlare di videogames come arte.", aggiungendo che Gone Home è "una variazione rispetto ai soliti videogiochi realizzati miratamente per un pubblico di giovani che passano il tempo davanti a giochi di scarsa profondità." Al contrario, l'editore di Eurogamer, Oli Welsh, scrive: "La Fullbright Company ha concepito una casa di produzione con un originale modo di raccontare storie, ma non ha trovato la storia giusta per farlo."
L'11 settembre 2013 la Fullbright Company ha annunciato che il videogame aveva venduto 50 000 copie, e il 7 febbraio 2014 ha annunciato che ne erano state vendute oltre 250.000.
Dopo aver assegnato un giudizio di 10/10 il sito web Polygon ha eletto Gone Home come miglior videogioco dell'anno. Il videogioco ha anche vinto il BAFTA Video Game Award per la miglior opera di debutto ed è stato nominato per la Miglior storia.